# 沙桥站
沙桥站是位于云南省南华县沙桥镇的一个铁路车站，有广大铁路经过该站，车站建于1999年。现仅办理货运，不办理客运业务，车站及其上下行区间已电气化。车站距离广通站81公里，隶属昆明铁路局，是五等站。